# Província de Càller
La província de Càller (en italià Provincia di Cagliari i en llengua sarda Provìncia de Casteddu) és una antiga província de la regió autònoma de Sardenya, a Itàlia. La capital era la ciutat de Càller.
Tenia 4.596 km² i uns 550.000 habitants dels que un terç eren sards. La província constava de 71 municipis o comuns. Limitava al nord amb les províncies de Nuoro, Ogliastra i Oristany; a l'oest amb les de Carbonia-Iglesias i Medio Campidano; i al sud i a l'est amb la mar.
Va desaparèixer al 2016 amb la nova ordenació regional de l'illa de Sardenya. Càller i 16 municipis més, van formar la nova ciutat metropolitana de Càller, i la resta van anar a la província de Sardenya del Sud.

## Principals municipis
| Pos. | Escut             | Municipi          | Població (hab) | Superfície (km²) | Densitat (hab/km²) | Altitud |
| ---- | ----------------- | ----------------- | -------------- | ---------------- | ------------------ | ------- |
| 1r   |                   | Càller            | 157.630        | 85,45            | 1.849,51           | 23      |
| 2r   | Quartu Sant'Elena | Quartu Sant'Elena | 71.254         | 96,28            | 738,31             | 6       |
| 3r   |                   | Selargius         | 29.052         | 26,71            | 1.027,33           | 10      |
| 4r   |                   | Assemini          | 26.310         | 117,50           | 223,91             | 6       |
| 5r   |                   | Capoterra         | 22.839         | 68,25            | 313,42             | 54      |
| 6r   |                   | Monserrato        | 20.753         | 6,50             | 3.204,46           | 2       |
| 7r   |                   | Sestu             | 19.005         | 48,32            | 393,31             | 44      |
| 8r   |                   | Sinnai            | 16.498         | 223,38           | 73,36              | 133     |
| 9r   |                   | Quartucciu        | 13.321         | 27,87            | 386,29             | 14      |
| 10r  |                   | Elmas             | 8.852          | 13,70            | 578,83             | 7       |